# Trididemnum mellitum
Trididemnum mellitum är en sjöpungsart som beskrevs av Kott 2005. Trididemnum mellitum ingår i släktet Trididemnum och familjen Didemnidae. Inga underarter finns listade i Catalogue of Life.